# Поджог отеля в Сивасе
Поджог отеля Madımak (тур. Sivas Katliamı, Madımak Katliamı) в Сивасе, Турция, произошёл 2 июля 1993 года. В результате было убито 37 человек, в основном, представители алевитской интеллигенции. Жертвы, собравшиеся в отеле на фестиваль в честь алевитского поэта Пир Султана Абдала, погибли при поджоге отеля толпой

## Инцидент
На конференции присутствовал левый турецкий интеллектуал Азиз Несин, который был предметом ненависти среди религиозных суннитов Турции за то, что он пытался опубликовать в Турции скандальный роман Салмана Рушди «Сатанинские стихи». Тысячи местных суннитов в Сивасе, посетив пятничную молитву в соседней мечети, направились к гостинице, в которой проходила конференция, и подожгли здание. Турецкое правительство считает, что этот инцидент был направлен только против Азиза Несина, но большинство согласны с тем, что целью были именно алевиты, так как разъяренная толпа также разрушила статую с изображением Пир Султана Абдала, установленную накануне. Многие жертвы были известными алевитскими интеллектуалами и музыкантами, в том числе поэты Хасрет Гюлтекин и Метин Алтыок, которые погибли в огне.

## Поджог
Нападение произошло вскоре после традиционной пятничной молитвы, когда толпа прорвалась через оцепление полиции, чтобы окружить отель Madımak, где собрались художники, писатели и музыканты, чтобы почтить память алевитского поэта 16-го века Пира Султана Абдала. Отель был подожжен, и в результате пожара погибло 37 человек, в том числе музыканты и поэты присутствовавшие на фестивале. Азизу Несину удалось спастись от огня по пожарной лестнице. Молодой пожарный узнав его, попытался столкнуть с лестницы, но полицейские предотвратили его падение.

## Обвинения, суд и приговоры
Это событие было расценено как серьезное посягательство на свободу слова и прав человека в Турции и значительно углубило уже имевший на тот момент раскол между религиозными и светскими сегментами общества. Через сутки после инцидента были задержаны 35 человек. Затем количество задержанных увеличилось до 190. В общей сложности 124 из 190 подсудимых были обвинены в «попытке создать религиозное государство путем изменения конституционного строя» и им были предъявлены обвинения. После продолжительного судебного разбирательства 28 ноября 1997 года суд государственной безопасности приговорил 33 обвиняемых к смертной казни за их участие в массовом убийстве. Однако когда чуть более года спустя в 2002 году Турция отменила смертную казнь, приговоры были смягчены. Каждый обвиняемый получил 35 пожизненных заключений, по одному за каждую жертву убийства и дополнительный срок за другие преступления. Эти 31 осужденных в настоящее время являются единственными, кто отбывает срок за преступления; остальные обвиняемые были условно-досрочно освобождены или освобождены после отбытия наказания. В январе 2020 года Реджеп Тайип Эрдоган по состоянию здоровья смягчил приговор Ахмету Турану Кылычу, который сначала был приговорен к смертной казни за участие в резне в Сивасе.

## Последствия
Реакция сил безопасности во время и после инцидента была ослабленной. Нападение происходило в течение восьми часов без какого-либо вмешательства полиции, пожарных или военных. Алевиты и большинство интеллектуалов в Турции утверждают, что инцидент был спровоцирован местными властями, поскольку листовки были опубликованы и распространены за несколько дней до нападения. Правительство Турции рассматривает инцидент с отелем «Sivas Madımak» как нападение на интеллектуалов, но отказывается рассматривать его как инцидент, направленный против алевитов. События, связанные с резней, были запечатлены телекамерами и транслировались по всему миру. Каждый год в годовщину массового убийства различные организации алевитов призывают к аресту виновных.
Двое подозреваемых, в том числе Джафер Эрчакмак, скончались во время суда. В марте 2012 года дело о массовом убийстве в Сивасе в отношении остальных пяти обвиняемых было прекращено в связи с истечением срока давности.

## Память
Каждый год в годовщину массового убийства демонстранты проводят акции протеста и пикеты, чтобы почтить память жертв поджога. В 2008 году представитель правительства заявил, что отель Madımak будет преобразован в культурный центр алеви, но данный проект все еще не реализован. В июне 2010 года министр труда и социального обеспечения объявил, что деньги на покупку гостиницы были переведены и что министерство предоставит дополнительные ресурсы для восстановления. Согласно постановлению суда от 23 ноября 2010 года, отель Madımak стал публичным юридическим лицом и выплатил владельцам отелей 5 601 000 турецких лир.